# Accor
AccorHotels (Euronext: AC) es un grupo francés, primer operador mundial en el sector de Viajes y Turismo; presente en más de 95 países.

## Marcas
Accor controla las siguientes marcas:
- En la hostelería:
  - Fairmont: hoteles de lujo, con 71 hoteles en 23 países
  - Raffles: hoteles de lujo, con 12 hoteles en 10 países
  - Swissôtel: hoteles de lujo, con 31 hoteles en 16 países
  - Sofitel Legend: hoteles de Lujo, con 5 hoteles en 5 países
  - SO Sofitel: hoteles de lujo, con 4 hoteles en 3 países
  - M Gallery by Sofitel: hoteles de lujo, con 85 hoteles en 23 países
  - Rixos Hotels: hoteles de lujo
  - The Sabel: hoteles de lujo, con 24 hoteles en 3 países
  - Thalassa Sea & Spa: hoteles de lujo, con 19 hoteles en 4 países
  - Sofitel: hoteles 5 estrellas, con 121 hoteles en 41 países
  - Pullman: hoteles 5 estrellas, con 117 hoteles en 31 países
  - Novotel: hoteles 4 o 3 estrellas, con 471 hoteles en 61 países
  - Novotel Suites: hoteles 4 estrellas
  - MAMA Shelter: hoteles 4 estrellas
  - Grand Mercure: hoteles 5 estrellas, con 44 hoteles en 11 países
  - Mercure: hoteles de 4 o 3 estrellas, con 738 hoteles en 56 países
  - 25h Twenty five hours hotels: con 8 hoteles en 2 países
  - Ibis: hoteles de 3 o 2 estrellas, con 1,067 hoteles en 64 países
  - Ibis Styles: hoteles de 3 estrellas, con 339 hoteles en 30 países
  - Ibis Budget: hoteles 2 estrellas, con 561 hoteles en 17 países
  - Adagio Aparthotel: con 100 apartamentos en 11 países
  - Adagio Aparthotel Access
  - Adagio Aparthotel Premium
  - Jo & Joe: Hostales, con 1 hotel en 1 país
  - Formule 1: hoteles 1 estrella
  - Hotel F1
  - Peppers Retreats, Resorts and Hotels: hoteles 4 o 5 estrellas, con 30 hoteles en 2 países
  - Mantra Hotels, Resorts and Apartments: hoteles 4 o 5 estrellas, con 70 hoteles en 2 países
  - BreakFree Hotels, Resorts and Apartments: hoteles 4 o 5 estrellas, con 25 hoteles en 2 países
  - HUAZHU Hotels
  - Joya Hotel
  - Manxin Hotels & Resorts
  - Ji Hotel
  - Starway Hotel
  - HanTing Hotel
  - Elan Hotel
  - Hi Inn
  - Very Chic: Hoteles de Lujo
  - Onefinestay: apartamentos de lujo
  - Banyan Tree Hotels & Resorts: Hoteles de Lujo, con 40 hoteles, 70 spas y 3 campos de Golf en 28 países
- Transporte:
  - The Orient Express
- Educación:
  - AccorHotels Académie
- Hotel solutions:
  - Gekko Group
  - John Paul
  - Availpro
- Otros
  - Nextdoor, nuevos espacios de trabajo colaborativo.
  - MoodMatch, un motor de búsqueda de experiencias de viaje
  - Oasis Collections, una plataforma digital que ofrece una selección de apartamentos y servicios.
  - Squarebreak, una innovadora plataforma digital para villas de lujo en Francia.
  - FASTBOOKING, un especialista en servicios digitales para la industria hotelera
  - Socio de thecamp, un campus único dedicado a la inspiración, la formación, la innovación y la experimentación.

## Presencia en el mundo
- Mundo: Más de 5,100 hoteles y 600,000 habitaciones en 95 países

## Presencia en México
- Ciudad de México
  - Sofitel México Reforma
  - Novotel México City Santa Fe
  - Novotel Wordtrade Center
  - Ibis México Perinorte
  - Ibis México Alameda
  - Ibis Styles México Zona Rosa
- Monterrey
  - Novotel Monterrey Valle
  - Ibis Monterrey Valle
  - Ibis Monterrey Aeropuerto
- Resto del Pais
  - Fairmont Mayakoba
  - Banyan Tree Cabo Marques Hotel
  - Banyan Tree Mayakoba Hotel
  - Banyan Tree Puebla
  - Ibis Guadalajara EXPO
  - Ibis Querétaro
  - Ibis Chihuahua
  - Ibis Mérida
  - Ibis Culiacán
  - Ibis Aguascalientes Norte
  - Ibis Juárez Consulado
  - Ibis Cancún Centro
  - Ibis Hermosillo
  - Ibis San Luis
  - Ibis Los Mochis
  - Ibis Irapuato
  - Ibis Budget Coatzacoalcos
  - Ibis Tijuana Zona Rio

## Historia
- 1963

Encuentro entre Paul Dubrule y Gérard Pélisson.
- 1967

Primer hotel Novotel en Lille Lesquin.
Fundación del Novotel - Grupo hotelero SIEH.
- 1972

Inauguración del primer Novotel en el extranjero, en Neuchâtel en Suiza.
- 1973

Adquisición de la cadena de restaurantes Courtepaille.
Novotel emprende la conquista del Medio Oriente y abre su primera propiedad, en Sharjah.
- 1974

Inauguración de una propiedad ibis en Burdeos, el primer hotel económico.
- 1975

Adquisición de la cadena de 3 estrellas, Mercure.
Inauguración del primer Novotel en África, en Camerún
- 1980

Adquisición de la marca Sofitel, la joya de 4 estrellas de la industria hotelera francesa.
- 1982

Adquisición de Jacques Borel International, agregando una nueva actividad comercial con Ticket Restaurant® (un esquema de vales de comida para empleados).
- 1983

Adquisición del tour operador, Africatours: mirando hacia el negocio del turismo de ocio.
Creación de Accor, la nueva entidad con un total de 440 hoteles.
1,500 restaurantes públicos o institucionales y 35,000 empleados en 45 países.
- 1984

Accor compra el centro de talasoterapia de Quiberon y, por lo tanto, lanza la marca Accor Thalassa.
La primera piedra de Novotel se coloca en Beijing, China.
- 1985

Lanzamiento de la cadena de hoteles de presupuesto Formule 1.
Creación de Académie Accor, la primera universidad corporativa en el sector de servicios en Francia.
- 1990

Adquisición de la cadena Motel 6 en los Estados Unidos.
Lenôtre se une a la cartera de Accor.
- 1991

Compagnie Internationale des Wagons-Lits et du Tourisme (CWL) se une al Grupo.
La cadena Etap Hotel amplía el sector del "presupuesto".
- 1999

Accor crea el concepto Suitehotel, que ofrece suites de 30 m².
- 2000

El sitio de reservas de hotel en tiempo real del Grupo se pone en línea: accorhotels.com.
- 2001

Desarrollo continuo del negocio de servicios en el mercado de rápido crecimiento para programas de asistencia al empleado con la adquisición de Employee Advisory Resource Ltd en el Reino Unido.
Primera propiedad de ibis en China.
- 2002

Accor Services adquiere Davidson Trahaire, la principal consultoría de recursos humanos en Australia.
- 2003

Inauguración de los primeros ibis en Tianjin, China.
Accor Services se establece en Panamá y Perú.
- 2004

Fundación de Groupe Lucien Barrière SAS en la que Accor tiene una participación del 34%.
2006
Accor Services lanza el sistema de cupones de beneficios del personal, Ticket CESU® en Francia y Ticket Service® en Turquía.
- 2007

Accor crea All Seasons, una nueva marca económica no estandarizada.
Accor lanza Pullman, la nueva marca de lujo para viajeros de negocios.
- 2008

Fundación de MGallery: una nueva colección de hoteles exclusivos característicos.
Lanzamiento de A | Club, el programa de fidelización mundial para hoteles Accor.
Creación de Solidarity Accor.
ibis abre su hotel número 800, en Shanghái, China.
- 2009

Etap Hotel, líder del segmento hotelero económico, abre su hotel número 400 en Europa.
Accorhotels.com lanza su aplicación de iPhone gratuita.
Sofitel lanza su nuevo concepto "So SPA by Sofitel".
La sala número 100.000 de ibis entra en servicio con la apertura de ibis City West en Múnich.
Accor vende su participación en Club Méditerranée.
- 2010

Accor abre su hotel número 400 en la región de Asia Pacífico, el Mercure Beijing Downtown.
Suite Novotel es la Suitehotel de nueva generación: la marca Suitehotel que se creó en 1998 ahora se une a la familia Novotel y se convierte en Suite Novotel.
Accor vende Compagnie des Wagons-Lits, su negocio de cáterin en el tren, a Newrest.
Accor confirma su intención de vender su participación en Groupe Lucien Barrière.
Accor alcanza un hito en China: el hotel número 100 del Grupo después de operar en China durante 25 años.
accorhotels.com: un compromiso con la transparencia: en asociación con TripAdvisor, ahora se pueden ver reseñas de clientes en el portal accorhotels.com.
Inauguración del primer Sofitel en Arabia Saudita: el Sofitel Al Khobar The Corniche.
- 2011

MGallery abre su primer hotel en Londres.
Firma del contrato para la venta del Grupo Lenôtre.
Accor revela su nueva estrategia y lanza su megabrand ibis con las marcas 3 economía: ibis, ibis Styles e ibis budget.
Apertura del primer presupuesto mundial de ibis: Accor abre el primer presupuesto de ibis en Tánger,
Marruecos.
Un mundo primero en la industria hotelera: Accor comparte sus resultados de impacto ambiental.
- 2012

Accor lanza su red internacional de mujeres: Mujeres en Accor Generation.
Propiedad brasileña número 150 para Accor.
Accor: ¡ya hay 500 hoteles en la región de Asia Pacífico!
- 2013

Accor gana el premio por su compromiso con el desarrollo sostenible.
Sébastien Bazin nombrado presidente y consejero delegado.
Inauguración de la propiedad número 100 de Novotel, en Phuket, Tailandia.
- 2014

La alianza estratégica entre Accor y Huazhu (Alojamiento de China) da lugar a un gigante de la industria hotelera china.
Accor adquiere una participación en Mama Shelter.
El Grupo configura su plataforma de comunicación interna Web 2.0 para acelerar su transformación digital "Leading Digital Hospitality".
Accor alcanza el hito de 200 hoteles en Brasil.
Sofitel Strasbourg Grande Île: el primer Sofitel celebra su 50 aniversario.
La familia ibis alcanza un total de más de 1,700 hoteles y continúa su revolución pionera.
- 2015

Accor se convierte en AccorHotels y afirma su espíritu unificador.
AccorHotels firma los "Principios de empoderamiento de la mujer" de las Naciones Unidas (WEP).
Accor se convierte en un proveedor oficial de Roland-Garros.
AccorHotels es un socio oficial de COP21.
AccorHotels es un socio en el movimiento HeForShe para promover la igualdad de género.
Firma formal de un acuerdo de derechos de denominación por 10 años con Bercy en París.
Accorhotels celebra su cuarto número 500.000, con la reciente apertura de Pullman Paris Roissy Charles de Gaulle y ibis Styles Roissy CDG.
Adquisición de FASTBOOKING, un especialista en servicios digitales para la industria hotelera.
- 2016

¡Pullman revela su propiedad número 100 en la India!
MGallery se convierte en MGallery por Sofitel y abre sus primeros hoteles en Israel y Brasil.
AccorHotels adquiere una participación del 49% en Squarebreak, una innovadora plataforma digital para villas de lujo en Francia.
AccorHotels adquiere una participación del 30% en Oasis Collections, una plataforma digital que ofrece una selección de apartamentos y servicios.
AccorHotels adquiere onefinestay y se convierte en el líder mundial en el alquiler de viviendas con servicios de lujo.
AccorHotels es un socio oficial de París 2024.
Socios de AccorHotels Viva Technology Start Up Connect París 2016.
Accorhotels finaliza la adquisición de las tres marcas de lujo, Fairmont, Raffles y Swissôtel, estableciéndose como uno de los líderes mundiales en el mercado de hotel de lujo.
Adquisición de John Paul, líder mundial en servicios de conserjería.
AccorHotels adquiere una participación del 30% en 25hours Hotels, dando un paso más para convertirse en líder del segmento hotelero de estilo de vida.
AccorHotels revoluciona la hospitalidad con su nueva marca JO & JOE, diseñada específicamente para Millennials.
AccorHotels se asocia con Banyan Tree, consolidando su liderazgo en el segmento de hoteles de lujo.
AccorHotels comienza un proyecto para crear una subsidiaria dedicada a HotelInvest para acelerar su transformación y crecimiento.
- 2017

AccorHotels y Qatar Airways anuncian su asociación para mejorar los beneficios que ofrecen sus programas de fidelización.
AccorHotels refuerza su posición como líder en Brasil con la integración de 26 hoteles del grupo BHG.
AccorHotels se une a Rixos Hotels & Resorts, convirtiéndose así en uno de los principales operadores de resorts en un mercado en rápido crecimiento.
AccorHotels se convierte en socio de thecamp, un campus único dedicado a la inspiración, la formación, la innovación y la experimentación.
AccorHotels adquiere VeryChic, uno de los líderes europeos en ventas privadas de estancias y escapadas de lujo y hoteles de lujo.
AccorHotels adquiere Availpro y crea el líder europeo en servicios digitales para la industria hotelera independiente.
AccorHotels.com lanza su nueva oferta de reserva Flight + Hotel.
AccorHotels.com lauches MoodMatch, un motor de búsqueda de experiencias de viaje.
AccorHotels y Bouygues Immobilier crean Nextdoor, nuevos espacios de trabajo colaborativo.
JO & JOE abre su primera casa abierta en Hossegor en asociación con Quiksilver y Roxy.
En la Asamblea General Extraordinaria, los accionistas aprobaron oficialmente la resolución para convertir AccorInvest en una subsidiaria.
AccorHotels firma un acuerdo para adquirir Gekko, el especialista en soluciones de distribución hotelera para viajeros de negocios.
AccorHotels y SNCF Group firman una asociación estratégica para el desarrollo de la marca Orient Express.

## Críticas
Accor ha sido criticado por su decisión de continuar operando en Rusia tras la invasión de Ucrania en 2022. Mientras muchas cadenas hoteleras internacionales suspendieron o cesaron sus actividades en el país, el CEO de Accor defendió la decisión argumentando la responsabilidad de apoyar a sus empleados y las iniciativas humanitarias. Sin embargo, los críticos señalan que mantener su presencia comercial en Rusia contribuye indirectamente a la economía local y contradice los esfuerzos globales para ejercer presión económica sobre el país. Como resultado, Accor fue incluido en la base de datos Leave Russia.

## Datos financieros
| Años                           | 2002  | 2003  | 2004  | 2005 |
| ------------------------------ | ----- | ----- | ----- | ---- |
| Ingresos                       | 7 140 | 6 830 | 7 120 | eNC  |
| Excedente bruto de explotación | 1 936 | 1 729 | 1 859 | eNC  |
| Resultado neto del grupo       | 430   | 270   | 239   | eNC  |
| Capitales propios              | 4 280 | 3 750 | 3 815 | eNC  |
| Pérdidas financieros           | 3 100 | 2 450 | 1 780 | eNC  |

## Datos bursátiles
- Acciones en la bolsa de París
- Miembro del índice CAC 40
- Peso en el índice CAC 40:
- Código valor ISIN = FR0000120404
- Valor nominal = euro
- Principales accionarios:
  - Société Générale 5%

| Años                                           | 2004    | 2005    | 2006 |
| ---------------------------------------------- | ------- | ------- | ---- |
| Número de acciones (en millones)               | 199,26  | 206,64  | 00   |
| Capitalización bursátil (en millones de euros) | 6 460   | 6 672   | 00   |
| Número de transacciones cuotidianas            | 220 000 | 222 000 | 00   |